# Northwestern University Press
Northwestern University Press este o editură administrată de Universitatea Northwestern din Evanston, IL. Ea publică 70 de titluri noi în fiecare an în domeniile filosofie, studii slave, studii germane, critică literară, literatură clasică, ficțiune, poezie, piese de teatru, studii etnice și studii regionale despre zona Chicago.

## Istoric
Fondată în 1893, Northwestern University Press a fost dedicată inițial publicării de studii științifice și lucrări juridice. În 1957 ea a devenit o companie editorială universitară separată și a început să-și extindă oferta cu serii noi din diverse domenii. În 1963 Northwestern University Press a publicat volumul Improvisation for the Theater: A Handbook of Teaching and Directing Techniques al Violei Spolin, care s-a vândut în mai mult de o sută de mii de exemplare de la publicarea sa. În anii 1960 s-a realizat o alianță editorială între Northwestern University Press și Newberry Library pentru publicarea ediției definitive a operei lui Herman Melville, în colaborare cu Modern Language Association. În 1992 Northwestern University Press și revista TriQuarterly au încheiat un parteneriat pentru a stabili marca TriQuarterly Books, dedicată poeziei și ficțiunii contemporane americane. În 2010 Northwestern University Press a achiziționat editura Curbstone Press, ce publica literatură internațională, în special latino-americană.

## Premii și publicații importante
Northwestern University Press publică o gamă largă de volume de piese de teatru. Ca urmare a succesului înregistrat de Improvisation for the Theater: A Handbook of Teaching and Directing Techniques al Violei Spolin, editura a publicat piese scrise de câștigători ai premiilor Oscar și Tony precum Mary Zimmerman, Tracy Letts, Bruce Norris și Horton Foote, precum și de dramaturgii David Ives și Craig Wright.

### Distincții
Editura a primit numeroase premii, inclusiv premii importante pentru traducere pentru Writer’s Diary: Volume I, 1873–1876 de Fiodor Dostoievski, traducere de către Kenneth Lantz; Adventures of Mr. Nicholas Wisdom de Ignacy Krasicki, traducere de Thomas H. Duesing; și All This Belongs to Me: A Novel de Petra Hulova, traducere de Alex Zucker. În 1997 Northwestern University Press a câștigat National Book Award pentru poezie pentru cartea Effort at Speech de William Meredith, urmat de un  premiu în 2011 pentru Head Off & Split de Nikky Finney. Printre cărțile publicate de Northwestern University Press sunt Fording the Stream of Consciousness, Still Waters in Niger și The Book of Hrabal care au fost numite cărți importante de New York Times Book Review. Florida, un roman de Christine Schutt, a fost finalist al National Book Award în 2004. Editura a publicat două romane ale scriitorului maghiar Imre Kertész, câștigătorul Premiului Nobel pentru Literatură din 2002. Northwestern University Press a publicat romanul Călătorie într-un picior al Herte Müller, care a câștigat Premiul Nobel pentru Literatură în 2009.